# Barbaros Özsöz
Barbaros Özsöz (* 1968) ist ein ehemaliger türkischer Handballtorwart und Handballtrainer.
Özsöz begann mit dem Handballspielen in der Jugendabteilung des VfL Sindelfingen. In der Türkei spielte er für den Erstligisten Pertevniyal Istanbul. In Deutschland spielte Özsöz sechs Jahre für die SV Böblingen, später für die TSG Oßweil und für den TSV Deizisau, mit dem er Regionalliga-Meister wurde. Mit der SG H2Ku Herrenberg, für die Özsöz ab 2001 spielte, wurde er Meister in der Oberliga. Für den TV Bittenfeld spielte er ab 2004 in der Regionalliga. Danach spielte Özsöz erneut für den VfL Sindelfingen, von wo er zur Saison 2008/09 zum HV Stuttgarter Kickers in die Oberliga wechselte. Im Sommer 2009 verließ er die Kickers. Von Januar 2010 bis Mai 2010 spielte Özsöz für den TSV Altensteig in der Baden-Württemberg-Liga. Danach beendete er seine aktive Karriere, kehrte ab Januar 2011 aber nochmals zurück zur SV Böblingen.
Als Trainer war Özsöz ab der Saison 2014/15 für die 2. Mannschaft der SG H2Ku Herrenberg in der Landesliga tätig, wo er im Dezember 2015 entlassen wurde.
Özsöz hat einen Abschluss als Diplom-Betriebswirt. Er leitet als Geschäftsführer ein TUI ReiseCenter in Sindelfingen.